# Чигиринський повіт

Мапа повіту

Чигиринський повіт — адміністративно-територіальна одиниця Російської імперії утворена в 1795 році спочатку у складі Вознесенського намісництва, а з 1797 року Київської губернії. Повітовий центр — місто Чигирин (1795—1920), містечко Кам'янка (1920—1923).

## Історія
Повіт займав крайній південно-східний кут Київської губернії і мав неправильний контур — був розтягнутий по широті із заходу на схід. Найбільша протяжність по прямій лінії в напрямку з півночі на південь — 44 версти (47 км), із заходу на схід — 141 верста (150 км). Межував зі сходу з Дніпром і Полтавською губернією, з півдня — з Олександрійським повітом Херсонської губернії, на заході з Звенигородським повітом і з Черкаським на півночі. За підрахунками Стрельбицького площа повіту становила 2876,7 верст² (3 273 км²).
Згідно із Законом «Про адміністративно-територіальний поділ України» від 6 березня 1918 року, повіт мав увійти до складу Черкаської землі Української Народної Республіки.
У 1920 році центр повіту було перенесено до містечка Кам'янка і того ж року повіт відійшов до новоствореної Кременчуцької губернії. Однак 1922 року губернію було ліквідовано і повіт знову відійшов до складу Київської губернії. Назва повіту не змінювалася.

## Населення
Згідно з переписом населення Російської імперії 1897 року в повіті проживало 225 915 чоловік. З них 89,38 % — українці, 8,63 % — євреї, 1,41 % — росіяни.
На 1900 рік в повіті мешкало (не рахуючи Чигирина) 221 521 осіб (110 038 чоловіків і 111 483 жінки). Середня щільність населення була 81 людина на 1 версту². Переважаючу масу населення складають українці. Православних було 213 038 чоловік (91,98 %), розкільників і штундистів 430 (0,18 %), католиків 563 (0,24 %), лютеран 48 (0,02 %), євреїв 17 539 (7,58 %). Селян 182 828 (78,93 %), міщан 24 815 (37,13 %), відставних військових з сім'ями 20 469 (8,84 %), духівництва 1 315 (0,56 %), дворян 670 (0,29 %), іноземців 543 (0,23 %), євреїв-землеробів 481 (0,21 %), купців 246 (0,11 %), почесних громадян 225 (0,09 %), колоністів 27 (0,01 %).

## Адміністративний поділ

### Волості на 1861 рік[4]
- Баландинська
- Бовтиська
- Вербівська
- Верещацька
- Головківська
- Грушківська
- Журавська
- Златопільська
- Кам'янська
- Красносільська
- Лебединська
- Лип'янська
- Лубенецька
- Маслівська
- Нижче-Оситнянська
- Олександрівська
- Пастирська
- Ревівська
- Рейментарівська
- Ставидлянська
- Старо-Осотянська
- Телетинська
- Тимошівська
- Триліська
- Юзефівська

## Населені пункти
Всіх населених пунктів було 422, в тому числі одне місто, 7 містечок, сіл — 80, селищ і хуторів — 331, колоній — 3. З них поселень, що мали понад 3 тисячі жителів було 15.

### Населені пункти згадані Похилевичем
В книзі Лаврентія Похилевича «Сказання про населені місцевості Київської губернії» згадуються такі поселення: Чигирин — повітове місто.

#### Поселення, що належали відомству державного майна
Войтове; Адамівка; Кожарка; Рацеве і Калантаїв; Крилів; Липове; Калаборок і Андрусівка; Подорожнє і Воронівка, Самусівка, Клочкове; Чаплище; Тарасівка; Бужин; Тіньки; Шабельники; Боровиця; Топилівка; Худоліївка; Трушівці; Мордва і Розсошинці; Суботів; Новоселиця і Полуднівка; Івківці; Янич; Цвітне і Рексине; Соснівка і Омельгород, Стримівка; Вищі Верещаки.

#### Поміщицькі маєтки
- Івана Фундуклея: Медведівка; Головківка; Мельники; Стара Осота і Нова Осота; Янівка.

- Журавський ключ графині С. О. Бобринської: Журавка; Макіївська Буда; Капітанівка; Тишківка; Кошарка і Кам'януватка; Грушківка.
- інших поміщиків: Лубенці; Куликівка; Матвіївка; Бірки; Любомирка і Антонівка; Триліси; Нижчі Верещаки; Олександрівка і Несваткове; Китайгород; Косарь; Ребедайлівка; Ревівка; Пляківка; Кам'янка; Тимошівка; Бандурове; Голикове; Бовтишка; Івангород; Єразмівка і хутір Ставидлянська Лука; Кримки; Ставидла і Ямки; Шпакове і Ясинуватка; Красносілка; Баландине; Коханівка і Буртки; Вербівка; Лебедівка; Ярове і Копійчана; Телепине і Березівка; Радиванівка; Олянине; Пастирське; Оситняжка і Писирівка та Розсохуватка; Рейментарівка і Василівка; Златопіль і Розлива; Листопадове; Турія; Лебедин; Межигірка; Лип'янка; Нечаїв; Маслове; Янопіль і Рубаний Міст; Веселий Кут і Витязеве та Глиняна Балка.